# Čechočovice
Čechočovice település Csehországban, a Třebíči járásban. Čechočovice Stařeč, Hvězdoňovice, Krahulov és Markvartice településekkel határos. Lakosainak száma 339 fő (2024. január 1.).

## Népesség
A település lakosságának változását az alábbi diagram mutatja:
| Lakosok száma | 254  | 236  | 299  | 343  | 313  | 283  | 294  | 309  | 338  | 339  |
|               | 1869 | 1890 | 1921 | 1950 | 1980 | 2001 | 2017 | 2019 | 2022 | 2024 |